# 巴吉卡車租賃
百捷卡車租賃公司（（英文）Budget Truck Rental, LLC）是一家專門出租卡車、拖車的汽車租賃公司，隸屬於美國安飛士·百捷集團（Avis Budget Group, Inc.）旗下。
2002年百捷集團自紐約證券交易所下市除牌，並將百捷租車公司在美國、加拿大、拉丁美洲、加勒比地區、澳大利亞、紐西蘭等分公司的資產全部出售給聖丹特公司，全球其餘分公司則賣給安飛士歐洲公司（Avis Europe, Plc.），自此安飛士·百捷集團開始成形。
至2011年第一季為止，該集團在北美洲、澳大利亞及紐西蘭等地區的市場佔有率皆為第一；而百捷卡車租賃公司則在美國市場位居第二，並在2004年被丹佛地區政府協會，一個位於科羅拉多州丹佛地區的非營利組織）評選為最適合工作的公司之一。

## 公司沿革
1998年百捷集團（Budget Group, Inc.）併購了萊德公司，並在同年6月將之與百捷卡車租賃公司整合。2002年百捷集團下市除牌，並將該公司在美國、加拿大、拉丁美洲、加勒比地區、澳大利亞、紐西蘭等分公司的資產賣給聖丹特公司；百捷卡車租賃公司也於同年11月22日出售給後者。
2003年ㄒ卡車租賃公司已經在全美國開闢了超過2,400個營業據點、大約2萬8千輛各式卡車。2006年聖丹特公司切割成四個部分：里歐樂吉房仲公司、温德姆环球公司、有方國際與安飛士·百捷集團，而百捷卡車租賃公司隸屬於安飛士·百捷集團麾下。

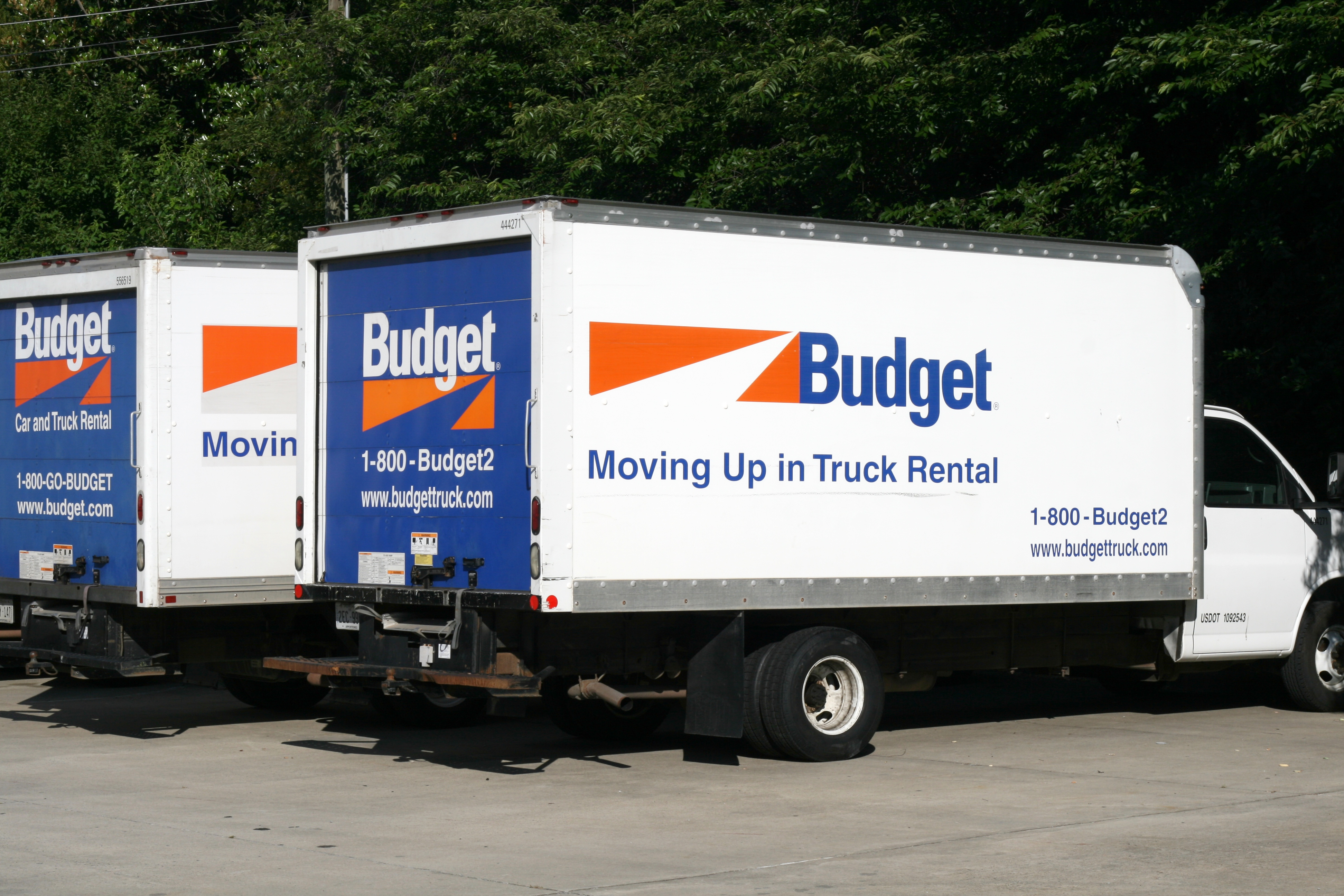
停駐在北卡羅萊那州德罕的百捷卡車

### 趣聞
在2000年美國總統大選中，一輛屬於該公司的卡車從佛羅里達州棕櫚灘運送具有爭議性的選票至塔拉哈西，由於該批選票決定了總統人選，此輛創造了歷史的卡車也引起美國大眾媒體爭相報導。後來該公司透過Yahoo!拍賣出售該輛車獲得67,100美元，並悉數捐贈給美國紅十字會。

## 內部連結
- 安飛士·百捷集團：母公司。
- 安飛士租車：集團成員之一。
- 百捷租車：集團成員之二。

## 外部連結
- 美國官方網站之一 （页面存档备份，存于）
- 美國官方網站之二 （页面存档备份，存于）